# کروکودیل (فیلم)
کروکودیل فیلمی به کارگردانی و نویسندگی مسعود تکاور و تهیه‌کنندگی عزت‌الله جامعی ندوشن محصول سال ۱۳۹۶ است. این فیلم از تاریخ ۲۷ شهریور ۱۳۹۸ در سینماهای ایران اکران شده‌است.

## خلاصه داستان
این فیلم دربارهٔ چهار جوان به نام‌های کیان، سپیده، غزل و سهیل می‌باشد. آنها می‌خواهند از طریق تولید مواد مخدر صنعتی پولدار شوند. آنها برای فروش مواد مخدر به یک قاچاقچی حرفه‌ای به نام نیوشا نیاز دارند و با او نیز همکاری می‌کنند. نیوشا تحت تعقیب پلیس می‌باشد و …

## بازیگران
| بازیگر          | نقش   | توضیحات                  |
| --------------- | ----- | ------------------------ |
| کوروش تهامی     | کیان  |                          |
| اندیشه فولادوند | سپیده |                          |
| الهه حصاری      | غزل   |                          |
| حسین مهری       | سهیل  |                          |
| رضا یزدانی      | آریا  | دوست و همخانه کیان       |
| رامتین خداپناهی | محسن  | پلیس مبارزه با مواد مخدر |
| افسانه چهره‌آزاد | ردایی | صاحب داروخانه            |
| علیرضا مهران    | سینا  | برادر سهیل               |
| مهرداد مزرعه    | نیوشا | قاچاقچی مواد مخدر        |
| سعیده عرب       |       | مادر سهیل                |
| افسانه ناصری    |       | دکتر زنان                |
| رامین پرچمی     |       | زیردست نیوشا             |